# Philippe Masschaele
Philippe Masschaele est un jockey et driver belge né le 2 janvier 1969 à Waremme (province de Liège).
Fils de l'entraîneur Gilbert Masschaele (prononcer Mascal) et formé à partir de 1983 à l'école des courses hippiques de Graignes, il effectue son apprentissage chez Roger Ledoyen. Après la mort de son père en 1976, il rentre en Belgique pour aider sa mère à diriger l'écurie familiale. Il remporte le titre à cinq reprises de meilleur jockey.
À la fin des années 1990, il vient courir en France très régulièrement.
En 2002 et 2003, il remporte l'étrier d'or qui consacre le jockey ayant gagné le plus de victoires au trot monté en une année.
Philippe Masschaele adopte le premier une nouvelle position sur le cheval qui allège le poids du cavalier en portant celui-ci sur les épaules plutôt que sur les reins de l'animal. Cette position, dite « monte en avant » rappelle la position des jockeys de galop.
En 2004, il bat le record du nombre de victoires au monté avec 119 victoires battant ainsi le record de Gérard Mascle vieux d'une trentaine d'années.[réf. nécessaire]
Le 31 mai 2006, Philippe Masschaele remporte sa millième victoire dans les deux disciplines (monté et attelé, 688 en France et 312 en Belgique).

## Principales victoires
France
- Prix de Normandie 2004 et 2006
- Prix d'Essai 2001, 2002 et 2004
- Prix du Président de la République 2002
- Prix des Élites 2000 et 2004
- Étrier d'or 2002, 2003, 2004 et 2005